# Ganitkau
Ganitkau (en georgiano: განითყაუ; en ruso: Гантикау) es una aldea que pertenece a la parcialmente reconocida República de Osetia del Sur, parte del distrito de Znaur, aunque de iure pertenece al municipio de Tighvi de la región de Iberia Interior de Georgia.

## Geografía
Ganitkau está situado en el valle del río Prone occidental, 15 km de Kornisi. 

## Historia
Ganitkau estuvo incluida en el distrito de Znaur hasta 1991. 

## Demografía
Según el censo soviético de 1959, la mayoría de la población local eran osetios.